# Бертран Бліє
Бертра́н Бліє́ (фр. Bertrand Blier; 14 березня 1939 — 20 січня 2025) — французький кінорежисер і сценарист. Відомий завдяки нонконформістському підходу в режисурі та висвітленню нетрадиційних тем в кіно.

## Біографія
Бертран Бліє народився 14 березня 1939 року роки в паризькому передмісті Булонь-Байанкур (департаменту О-де-Сен), в родині актора Бернара Бліє. Кар'єру в кінематографі Бліє почав у 1963 році з картини «Гітлер? Не знаю такого» (Hitler, connais pas). Далі він зняв такі стрічки як «Гримаса» (1966 р.) і «Якби я був шпигуном» (Si J'Etais Un Espion (1967 р.). Велика популярність прийшла до Бліє у 1974 році, після виходу його картини «Вальсуючі» (Les Valseuses), до якої він також написав сценарій. Вона стала вирішальною в кар'єрі таких акторів, як Жерара Депардьє, Патріка Девара та Міу-Міу. Іншим примітним доробком стала сюрреалістична стрічка «Холодні закуски» (Buffet Froid) 1979 р.

## Фільмографія
1. 1963 — Гітлер, не знаю такого / Hitler, connais pas
2. 1965 — Гарне життя / Les Bons vivants / Un grand seigneur
3. 1966 — Гримаса / La grimace
4. 1967 — Якби я був шпигуном / Si j'étais un espion
5. 1971 — / Laisse aller, c'est une valse
6. 1973 — Вальсуючі / Les Valseuses
7. 1976 — Тиш і блаж / Calmos
8. 1977 — Приготуйте ваші носовички / Préparez vos mouchoirs
9. 1979 — Холодні закуски / Buffet Froid
10. 1981 — Вітчим / Beau Pere
11. 1983 — Жінка мого друга / Le Femme De Mon Pote
12. 1984 — Наша історія / Notre Histoire
13. 1986 — Вечірня сукня / Tenue De Soiree
14. 1989 — Занадто красива для тебе / Trop Belle Pour Toi
15. 1991 — Дякую, життя / Merci La Vie
16. 1993 — Один, два, три, сонце / Un, deux, trois, soleil
17. 1994 — Велика втома / Grosse fatigue
18. 1996 — Мій чоловік / Mon homme
19. 2000 — Актори / Les acteurs
20. 2003 — Відбивні / Les Côtelettes
21. 2004 — Розпусники / Pédale dure
22. 2005 — Скільки ти коштуєш? / Combien tu m'aimes?
23. 2010 — Шурхіт кубиків льоду / Le Bruit des glaçons

## Відзнаки
- Московський міжнародний кінофестиваль, 2006 рік
  - Переможець:
    - Найкращий режисер — Срібний «Святий Георгій» («Скільки ти коштуєш?»)

  - Номінації:
    - Приз за найкращий фільм — Золотий «Святий Георгій» («Скільки ти коштуєш?»)
- Каннський кінофестиваль, 2003 рік
  - Номінації:
    - Золота пальмова гілка («Відбивні»)
- Берлінський міжнародний кінофестиваль, 1996 рік
  - Номінації:
    - Золотий ведмідь («Мій чоловік»)
- Сезар, 1994 рік
  - Номінації:
    - Найкращий режисер («Раз, два, три … замри!»)
- Венеційський кінофестиваль, 1993 рік
  - Переможець:
    - Гран-прі Європейської Академії («Раз, два, три … замри!»)
- Сезар, 1992 рік
  - Номінації:
    - Найкращий фільм («Спасибі, життя»)
    - Найкращий режисер («Спасибі, життя»)
    - Найкращий адаптований або оригінальний сценарій («Спасибі, життя»)
- Сезар, 1990 рік
  - Переможець:
    - Найкращий фільм («Занадто красива для тебе»)
    - Найкращий режисер («Занадто красива для тебе»)
    - Найкращий адаптований або оригінальний сценарій («Занадто красива для тебе»)
- Каннський кінофестиваль, 1989 рік
  - Переможець:
    - Великий приз журі («Занадто красива для тебе»)

  - Номінації:
    - Золота пальмова гілка («Занадто красива для тебе»)
- Сезар, 1987 рік
  - Номінації:
    - Найкращий фільм («Вечірня сукня»)
    - Найкращий режисер («Вечірня сукня»)
    - Найкращий адаптований або оригінальний сценарій («Вечірня сукня»)
- Каннський кінофестиваль, 1986 рік
  - Номінації:
    - Золота пальмова гілка («Вечірня сукня»)
- Сезар, 1985 рік
  - Переможець:
    - Найкращий сценарій («Наша історія»)
- Каннський кінофестиваль, 1981 рік
  - Номінації:
    - Золота пальмова гілка («Вітчим»)
- Сезар, 1980 рік
  - Переможець:
    - Найкращий адаптований або оригінальний сценарій («Холодні закуски»)
- Оскар, 1979 рік
  - Переможець:
    - Найкращий фільм іноземною мовою («Приготуйте ваші носовички»)